# 로리엇 국제 대학

Laureate International Universities는 전 세계 대학들의 공동체이자 협력체로써 유럽, 남미, 북미 그리고 아시아 지역 대학들의 연합체이다.

## 규모
유럽, 남미, 북미 그리고 아시아의 총 55개의 대학에 60만명의 학생들이 포함되어있다.

## 유명인
전 미국 대통령 빌 클린턴이 명예 학장을 역임하였다.
이외에도 미국, 영국을 포함한 세계 각지 정경계의 유명인사들 특히 토니 블레어와 콘돌리자 라이스는 고문으로써 LIU의 포럼에 참여하였다.